# Donaldo Açka
Donaldo Açka (Filippiada, 17 settembre 1997) è un calciatore albanese, centrocampista del Lokomotiv Sofia.

## Carriera
Il 25 luglio 2024 viene acquistato a titolo definitivo dalla squadra bulgara del Lokomotiv Sofia.

## Statistiche

### Presenze e reti nei club
Statistiche aggiornate all'8 dicembre 2024.
| Stagione         | Squadra             | Campionato       | Campionato | Campionato | Coppe nazionali | Coppe nazionali | Coppe nazionali | Coppe continentali | Coppe continentali | Coppe continentali | Altre coppe | Altre coppe | Altre coppe | Totale | Totale |
| Stagione         | Squadra             | Comp             | Pres       | Reti       | Comp            | Pres            | Reti            | Comp               | Pres               | Reti               | Comp        | Pres        | Reti        | Pres   | Reti   |
| ---------------- | ------------------- | ---------------- | ---------- | ---------- | --------------- | --------------- | --------------- | ------------------ | ------------------ | ------------------ | ----------- | ----------- | ----------- | ------ | ------ |
| 2017-2018        | Karaïskakīs         | FL               | 2          | 0          | CG              | 0               | 0               | -                  | -                  | -                  | -           | -           | -           | 2      | 0      |
| 2018-2019        | Luftëtari           | KS               | 17         | 0          | CA              | 5               | 0               | UEL                | 1                  | 0                  | -           | -           | -           | 23     | 0      |
| 2019-2020        | Luftëtari           | KS               | 24         | 1          | CA              | 4               | 0               | -                  | -                  | -                  | -           | -           | -           | 28     | 1      |
| Totale Luftëtari | Totale Luftëtari    | Totale Luftëtari | 41         | 1          |                 | 9               | 0               |                    | 1                  | 0                  |             | -           | -           | 51     | 1      |
| 2020-gen. 2021   | FC Politehnica Iași | L1               | 8          | 0          | CR              | 0               | 0               | -                  | -                  | -                  | -           | -           | -           | 8      | 0      |
| gen.-giu. 2021   | U Cluj              | L2               | 5+5        | 0          | CR              | 2               | 0               | -                  | -                  | -                  | -           | -           | -           | 12     | 0      |
| ago.-dic. 2021   | Haka                | VL               | 10         | 2          | CF+CdL          | 0+0             | 0               | -                  | -                  | -                  | -           | -           | -           | 10     | 2      |
| 2022             | Haka                | VL               | 23         | 1          | CF+CdL          | 4+4             | 1+0             | -                  | -                  | -                  | -           | -           | -           | 31     | 2      |
| Totale Haka      | Totale Haka         | Totale Haka      | 33         | 3          |                 | 8               | 1               |                    | -                  | -                  |             | -           | -           | 41     | 4      |
| 2023-2024        | Gjilani             | SL               | 31         | 1          | CK              | 1               | 0               | -                  | -                  | -                  | -           | -           | -           | 32     | 1      |
| 2024-2025        | Lokomotiv Sofia     | PL               | 17         | 0          | CB              | 1               | 0               | -                  | -                  | -                  | -           | -           | -           | 18     | 0      |
| Totale carriera  | Totale carriera     | Totale carriera  | 137+5      | 5+0        |                 | 21              | 1               |                    | 1                  | 0                  |             | -           | -           | 164    | 6      |